# Костино (станция)
Ко́стино — железнодорожная станция Большого кольца Московской железной дороги на участке Пост 81 км — Дмитров / Яхрома. Расположена в Дмитровском городском округе и в Сергиево-Посадском районе Московской области. Входит в Московско-Смоленский центр организации работы железнодорожных станций ДЦС-3 Московской дирекции управления движением. По основному характеру работы является промежуточной, по объёму работы отнесена к 4 классу.
Расположена в 5 км к востоку от села Костино. Также при станции находится посёлок станции Костино. Западная и центральная части станции с платформами находятся в Дмитровском городском округе, восточная часть — в Сергиево-Посадском районе.
На станции 4 электрифицированных пути. Подъездных путей нет.

## Пассажирская работа
- Через станцию работают 4 пары кольцевых маршрутов электропоездов: Александров — Поварово III (3 пары) и Александров — Дмитров (1 пара).  До 14 ноября 2017 года станция являлась конечной для одной пары прямого маршрута электропоездов от/до Савёловского вокзала Москвы, а ещё одна пара по выходным работала до Желтиково[2][3]. До декабря 2016 года также являлась конечной для маршрута кольцевого электропоезда Александров — Костино.

## Реконструкция

Микропроцессорная централизация на станции, 2015 год

В 2013—2014 годах, в рамках реконструкции данного участка кольца на станции проведена генеральная реконструкция. Изначально на станции было три пути и боковые платформы. Постоянные боковые платформы разобраны, оставался участок на один вагон от южной боковой платформы, рядом с ним была построена временная короткая узкая деревянная платформа с северной части главного пути для прибытия одновременно двух электропоездов на данную станцию в качестве конечной по расписанию 2013 года  из Москвы-Бутырской и Александрова. 
К марту 2014 года построены две новые платформы: северная боковая, у 3 бокового пути, и южная островная, между 2 и 4 путями. I главный путь — без платформ.

## Галерея

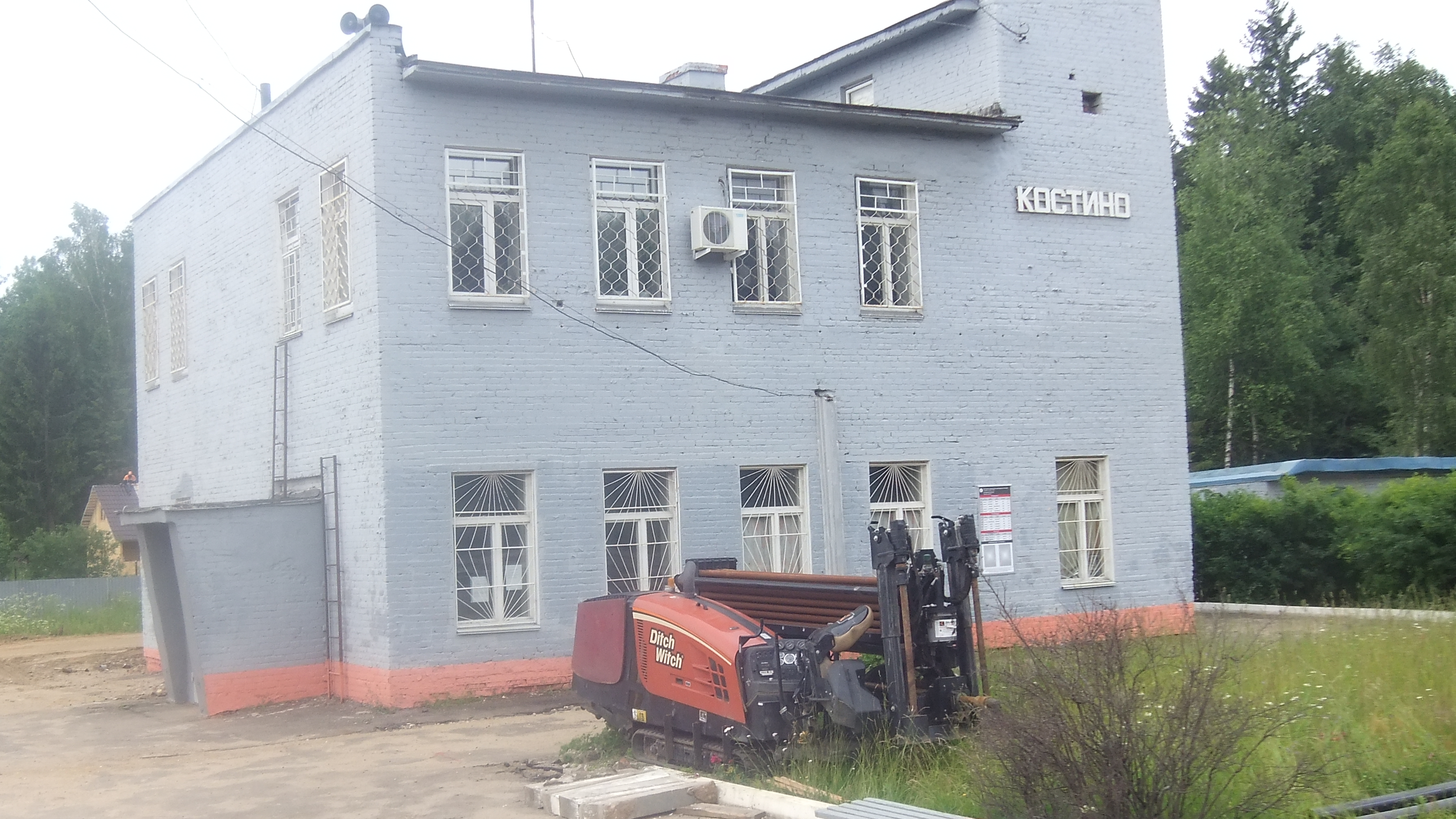
Станционное здание
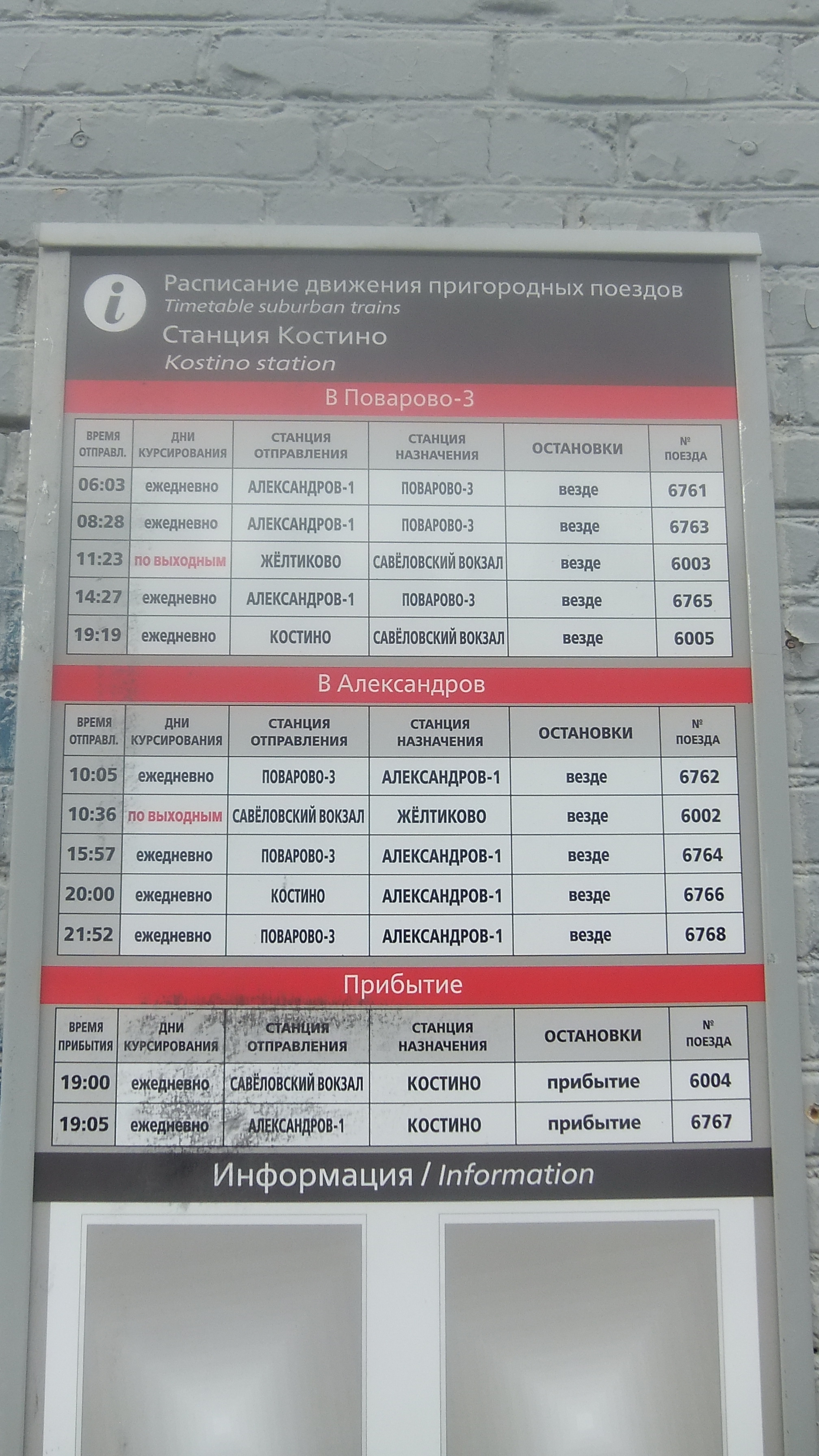
Расписание 2013
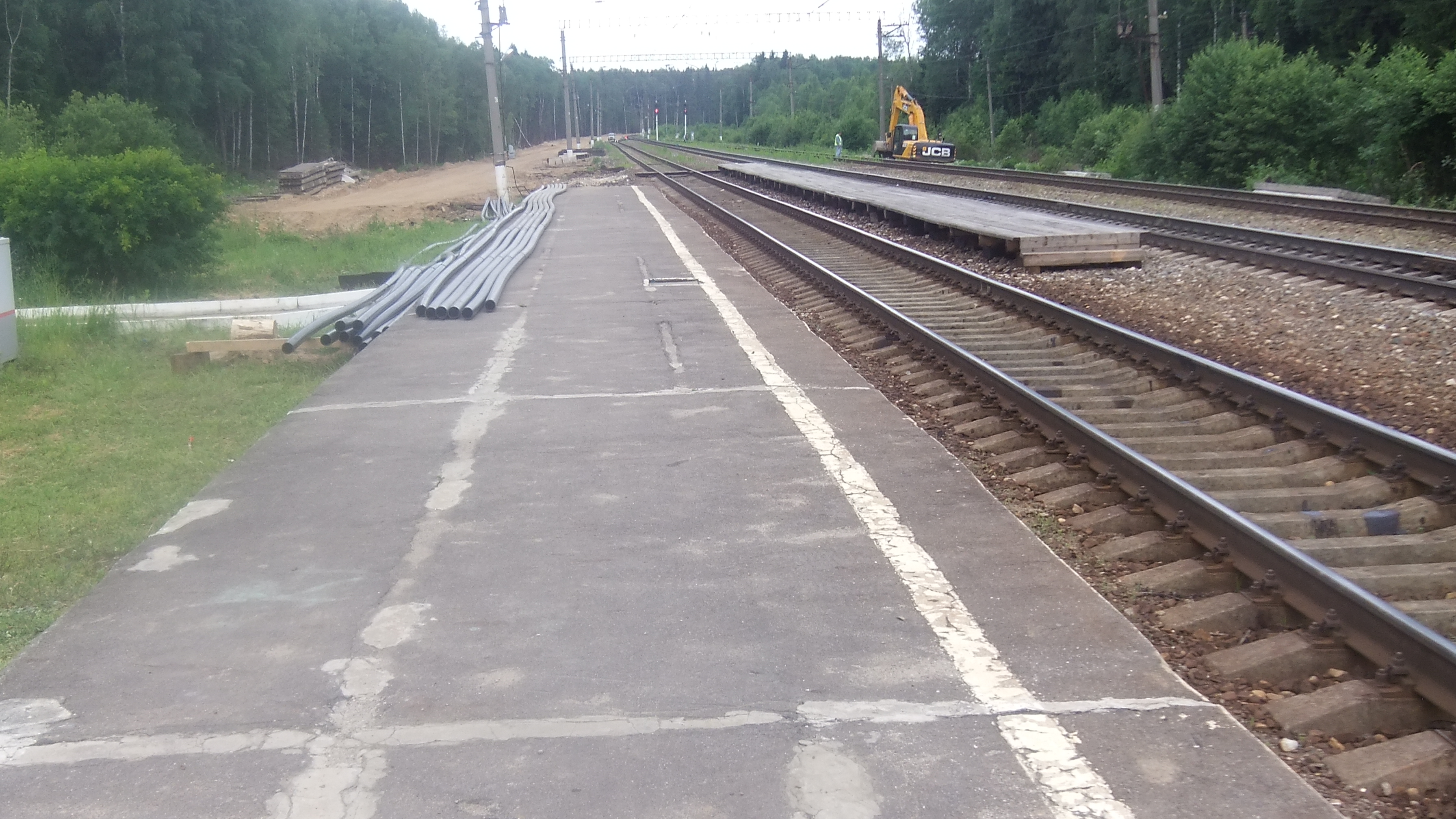
Остаток 1-й платформы и временная платформа
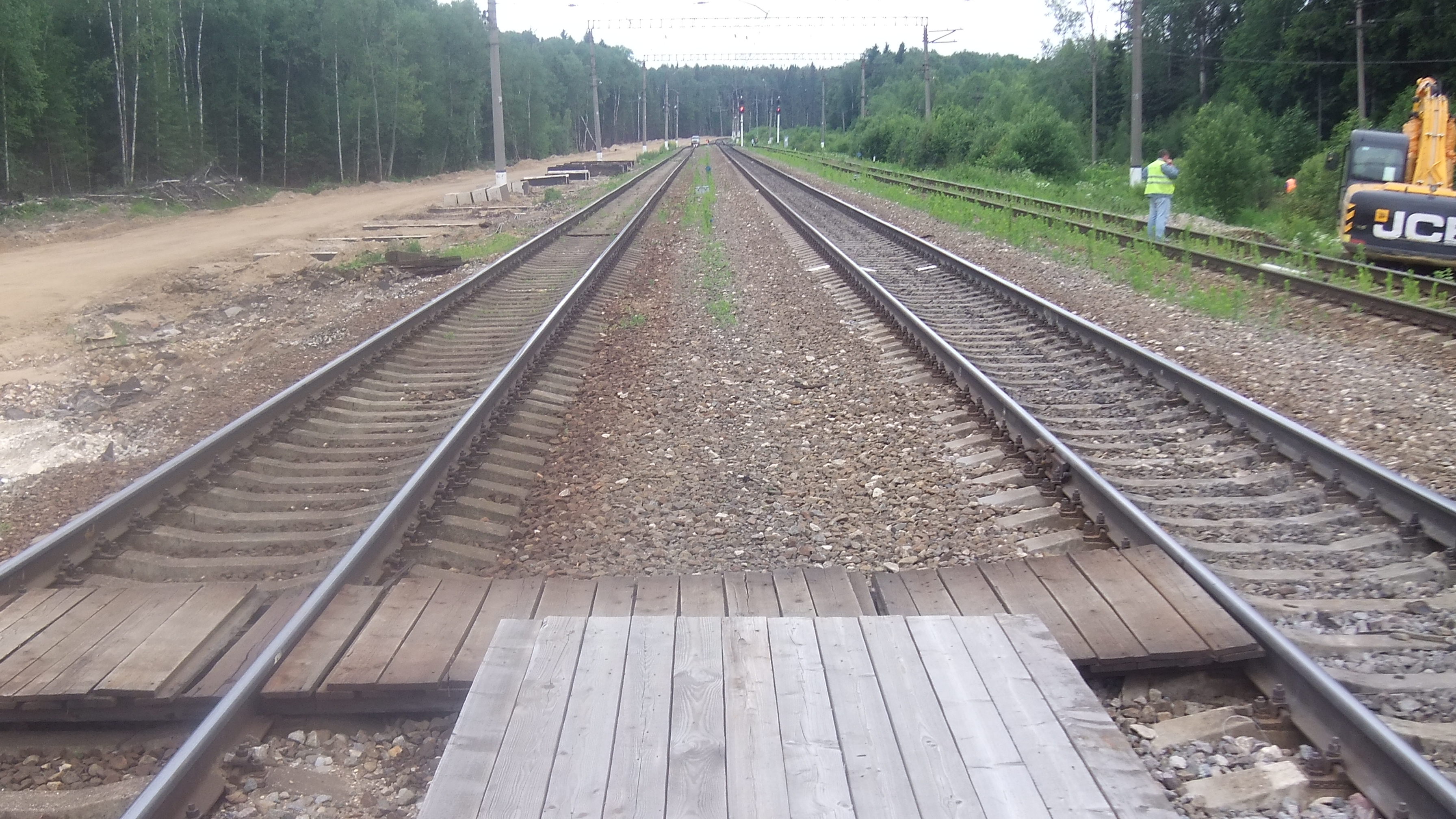
Вид на запад с временной платформы
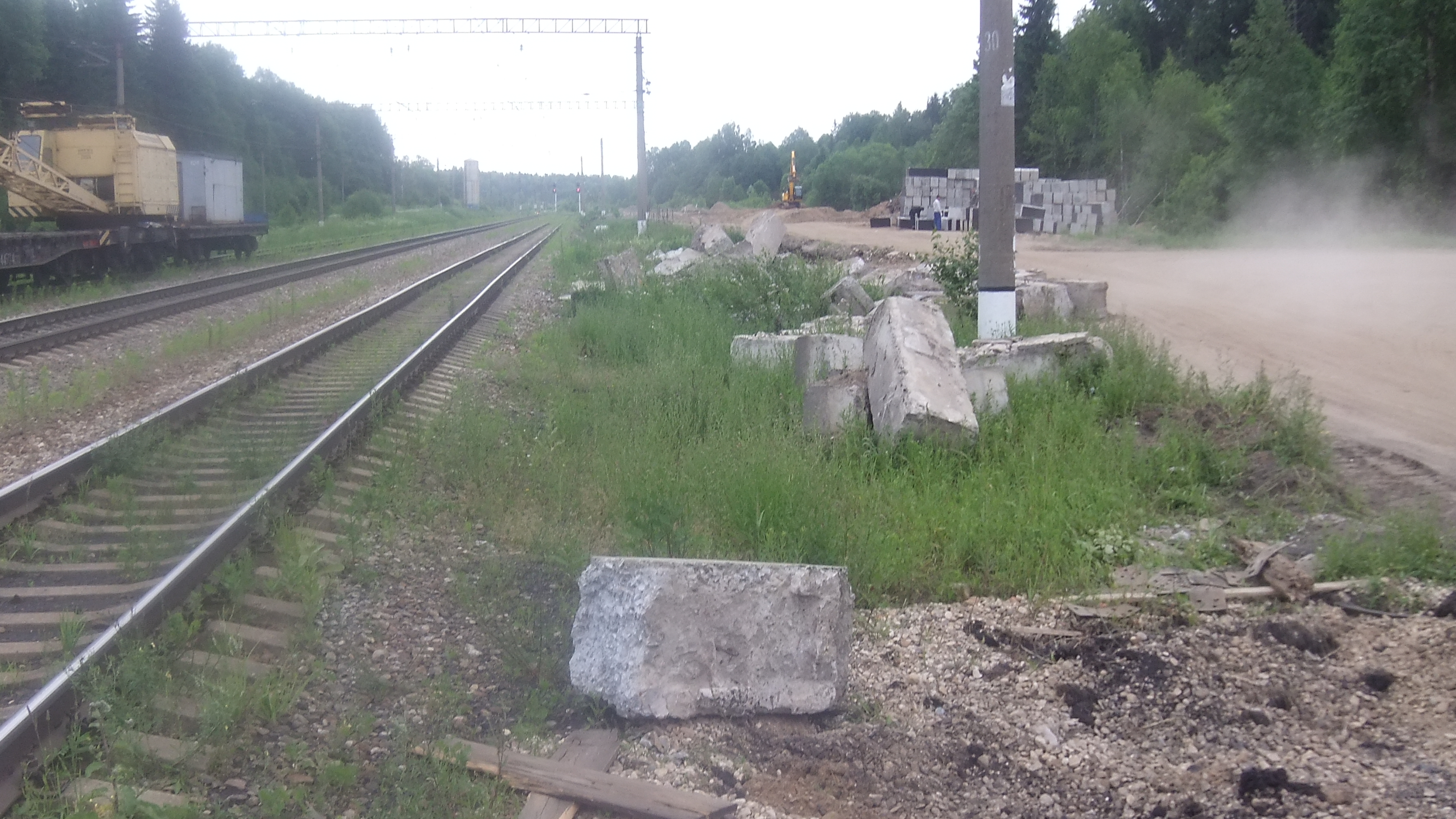
Вид на восток
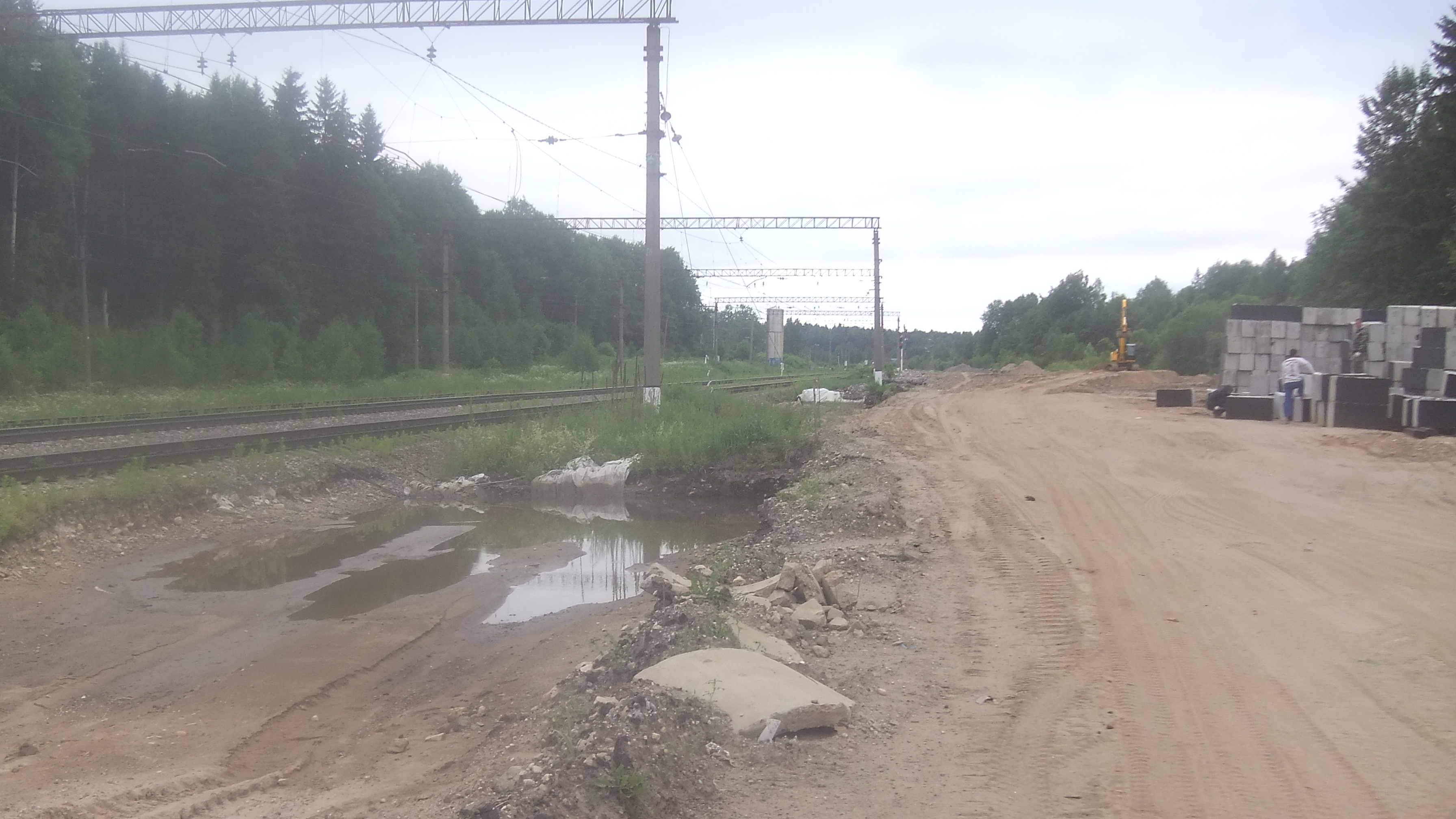
Формирование профиля второго главного пути
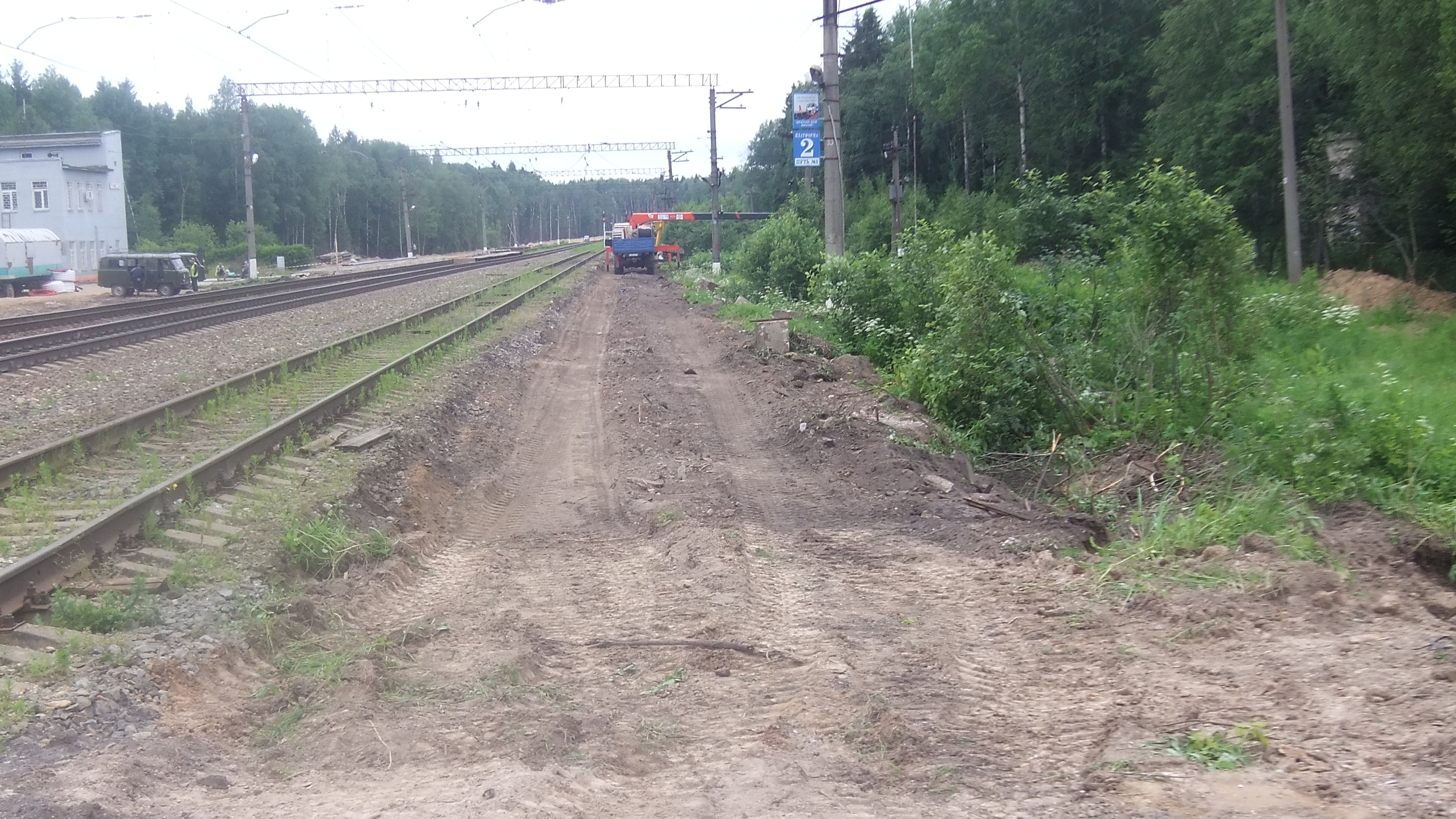
Место разобранной второй платформы
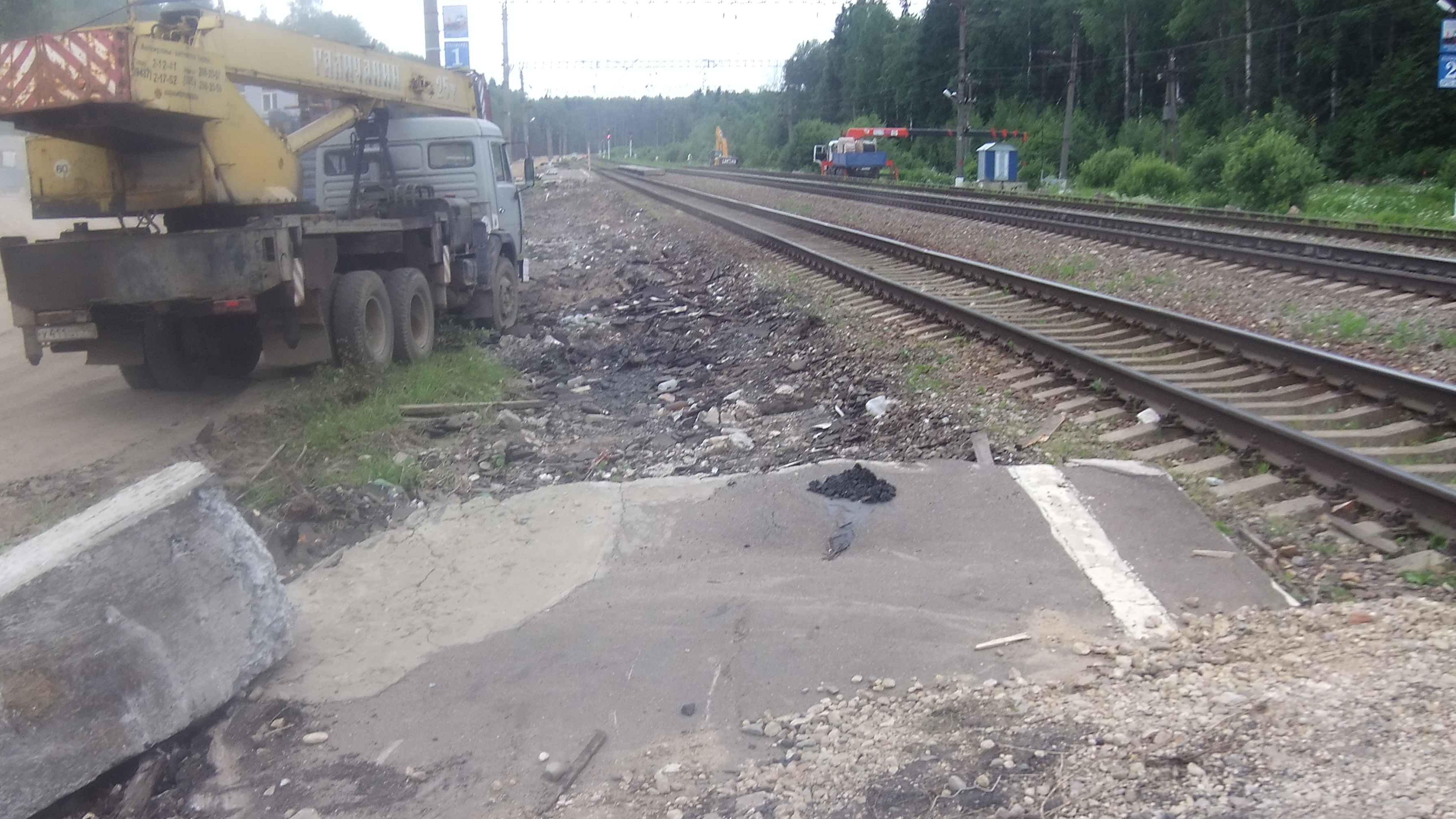
Место разобранной первой платформы